# Glen Mitchell
Pour les articles homonymes, voir Mitchell.
Glen Mitchell (né le 19 octobre 1972 à Putaruru, en Nouvelle-Zélande) est un coureur cycliste néo-zélandais des années 1990-2000.

## Palmarès
- 1995
  - 3e étape du Tour de Nouvelle-Zélande
  - 3e du Tour de Nouvelle-Zélande
- 1996
  - 1re étape du Tour de Tasmanie
  - 9e étape de la Commonwealth Bank Classic
  - 3e étape du Tour de Langkawi
  - 2e du Tour de Tasmanie
- 1999
  -  Champion de Nouvelle-Zélande sur route
  - 1re étape des Reddings Three Days
  - 1re étape du Tour de la Willamette
  - 2e des Reddings Three Days
  - 2e du Tour de la mer de Chine méridionale
- 2000
  - Tour de Southland
  - 4e étape du Tour de Wellington
  - 5e étape du Tour de Langkawi
  - 2e de la Killington Stage Race
- 2001
  - 1re étape du Tour de Southland
- 2002
  - 2e du championnat de Nouvelle-Zélande du contre-la-montre
- 2003
  - 3e étape de l'Ecology Center Classic Montana
  - Mount Tamalpais Hill Climb
  - K2 Classic
  - 2e du championnat de Nouvelle-Zélande sur route
  - 3e du championnat de Nouvelle-Zélande du contre-la-montre
- 2004
  - K2 Classic
  - 1re (contre-la-montre par équipes), 2e et 5e étapes du Tour de Southland
  - 2e du Tour de Southland
- 2005
  - Cougar Mountain Classic Criterium
  - Pine Flat Road Race
  - Dinuba Criterium
  - 1re étape du Tour de Southland (contre-la-montre par équipes)
  - K2 Classic
  - 2e du championnat de Nouvelle-Zélande sur route